# Hem Bunting
Hem Bunting, född 12 december 1985, är en friidrottare från Kambodja. Han deltog vid olympiska sommarspelen 2008.